# Michał Gruszczyński
Michał Gruszczyński (ur. 10 lutego 1951) – polski lekkoatleta, kulomiot, medalista mistrzostw Polski.

## Kariera sportowa
Był zawodnikiem Energetyka Poznań, Gwardii Warszawa i Olimpii Poznań.
Na mistrzostwach Polski seniorów na otwartym stadionie zdobył jeden medal: brązowy w pchnięciu kulą w 1976. W halowych mistrzostwach Polski seniorów wywalczył również jeden medal w pchnięciu kulą: brązowy w 1976.
W latach 1975–1976 wystąpił w trzech meczach międzypaństwowych (bez zwycięstw indywidualnych).
Rekord życiowy w pchnięciu kulą: 19,47 (8.10.1978). 